# Phylloptera cassinaefolia
Phylloptera cassinaefolia är en insektsart som först beskrevs av Jean Guillaume Audinet Serville 1825.  Phylloptera cassinaefolia ingår i släktet Phylloptera och familjen vårtbitare. Inga underarter finns listade i Catalogue of Life.